# Augusta (Kentucky)
Augusta és una població dels Estats Units a l'estat de Kentucky. Segons el cens del 2005 tenia 2.004 habitants.

## Demografia
Segons el cens del 2000, Augusta tenia 1.204 habitants, 534 habitatges, i 330 famílies. La densitat de població era de 381 habitants/km².
Dels 534 habitatges en un 28,8% hi vivien nens de menys de 18 anys, en un 43,4% hi vivien parelles casades, en un 14,6% dones solteres, i en un 38,2% no eren unitats familiars. En el 34,6% dels habitatges hi vivien persones soles el 14,2% de les quals corresponia a persones de 65 anys o més que vivien soles. El nombre mitjà de persones vivint en cada habitatge era de 2,25 i el nombre mitjà de persones que vivien en cada família era de 2,88.
Per edats la població es repartia de la següent manera: un 23,6% tenia menys de 18 anys, un 8,5% entre 18 i 24, un 27,3% entre 25 i 44, un 24,5% de 45 a 60 i un 16,1% 65 anys o més.
L'edat mediana era de 38 anys. Per cada 100 dones de 18 o més anys hi havia 85,9 homes.
La renda mediana per habitatge era de 28.333$ i la renda mediana per família de 34.167$. Els homes tenien una renda mediana de 27.500$ mentre que les dones 22.188$. La renda per capita de la població era de 14.450$. Entorn del 15,4% de les famílies i el 16,8% de la població estaven per davall del llindar de pobresa.

## Poblacions properes
El següent diagrama mostra les poblacions més properes.